# CDG Express
A CDG Express a párizsi Gare de l'Est és a Charles de Gaulle repülőtér között tervezett vasútvonal, amely a RER B vonal telítettségét hivatott enyhíteni. A 2019 júniusi tervek szerint 2027 elején nyílna meg az utasforgalom előtt, és amikor üzembe helyezik, a 32 kilométeres távolság megtétele legfeljebb 20 percet vesz majd igénybe 24 eurós viteldíjért.

## Története
2000 júniusában az SNCF, a Réseau Ferré de France és az Aéroports de Paris megalakította a CDG-Express-t, egy gazdasági érdekcsoportot, hogy nagysebességű vasúti összeköttetést alakítson ki Párizs és a Charles de Gaulle repülőtér között. A tervek szerint 2006-ban nyitották volna meg.
2008 júliusában a Vinci, a Caisse des dépôts et consignations, az Axa és a Keolis konzorciumát választották ki a vonal finanszírozására, megépítésére és üzemeltetésére, a tervek szerint 2013-as megnyitóval, azonban a projekt megrekedt, mígnem 2014 januárjában újraindították.
A vonalat az SNCF és a Paris Aéroport 50:50 arányú vegyesvállalata építi és üzemelteti. 2024 januárjától 15 éven át a Hello Paris, a Keolis és a RATP csoport vegyesvállalata fogja üzemeltetni a vonalat, Alstom Coradia Liners flottával.
2019. május 29-én Élisabeth Borne közlekedési miniszter bejelentette, hogy a CDG Expresszt 2025 végére, a 2024-es nyári olimpiai játékok utánra halasztják, hogy Párizs északi elővárosainak egyéb infrastrukturális munkálataira összpontosíthassanak.
2022-benbejelentették, hogy az üzembe helyezés a tervek szerint 2027 első negyedévében lesz.